# Heterixalus betsileo
Heterixalus betsileo är en groddjursart som först beskrevs av Grandidier 1872.  Heterixalus betsileo ingår i släktet Heterixalus och familjen gräsgrodor. IUCN kategoriserar arten globalt som livskraftig. Inga underarter finns listade i Catalogue of Life.